# Johann Traugott Lindner

Johann Traugott Lindner

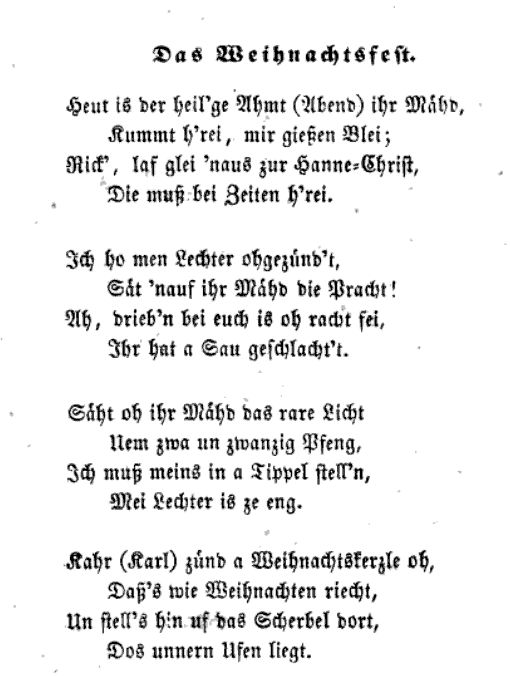
, abgedruckt im Jahr 1848 von Johann Traugott Lindner in Wanderungen durch die interessantesten Gegenden des Sächsischen Obererzgebirges

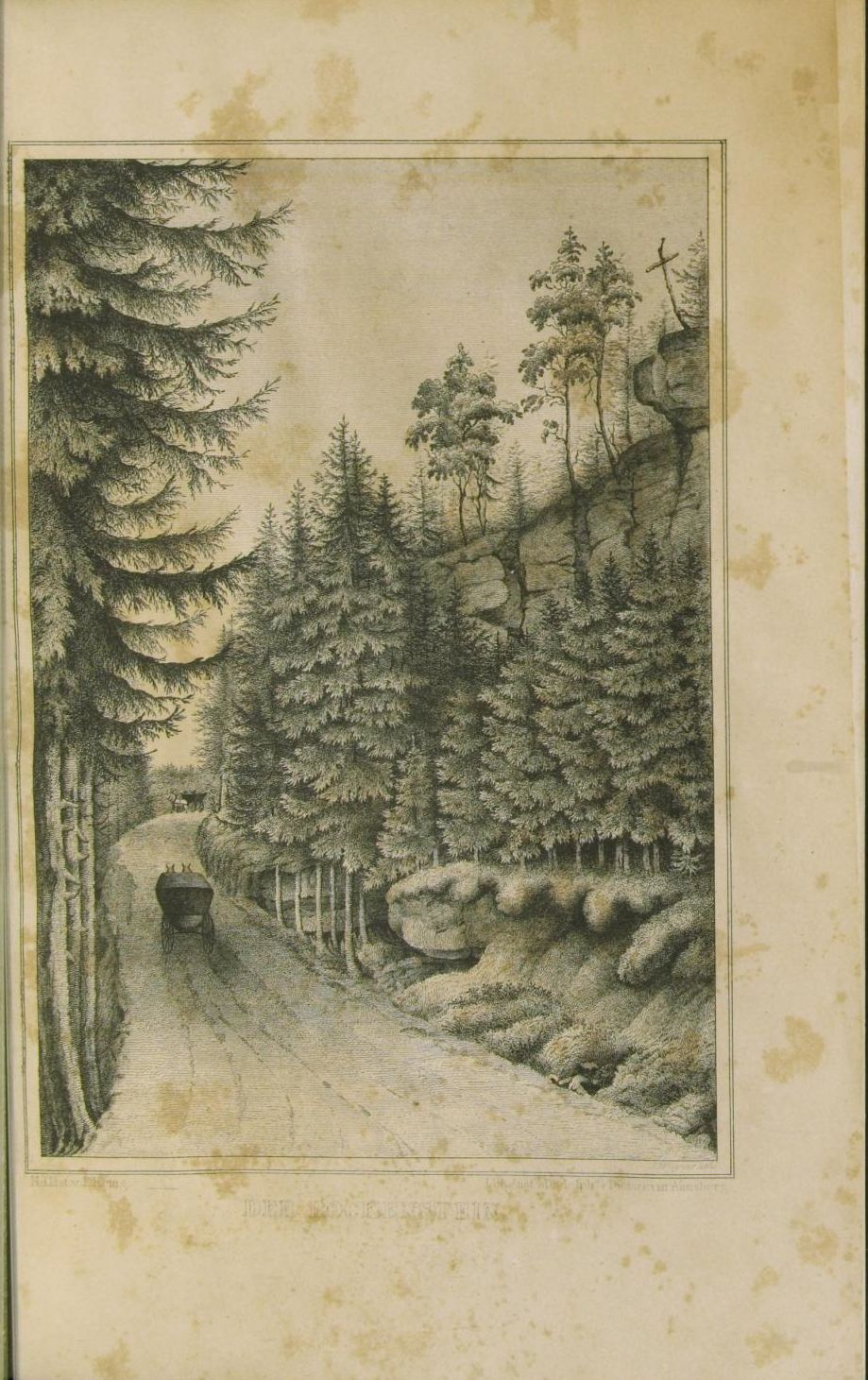
Der Rockenstein in den Wanderungen von 1848

Johann Traugott Lindner (* 2. November 1777; † 3. Mai 1856 in Crandorf) war ein deutscher Jurist und Chronist.

## Leben
Nach Besuch des Gymnasiums in Schneeberg studierte er von 1801 bis 1804 Rechtswissenschaften an der Universität Leipzig. Im Leipziger gelehrten Tagebuch wurde als Zusatz „aus Burgstädt im Meißnischen“ vermerkt, das möglicherweise sein Geburtsort war. Er ließ sich als Advokat in der erzgebirgischen Stadt Schwarzenberg nieder, wo er von 1822 bis 1827 Bürgermeister und von mindestens 1823 bis 1843 Finanzprokurator im Amt Schwarzenberg des Erzgebirgischen Kreises war. In einem Handbuch mit einem Verzeichnis der Advokaten in Deutschland wurde er noch 1845 als „Advocat“ und „Finanzprocurator“ bezeichnet.
Lindner war mit der Schichtmeisterstochter Friedericke Henriette Ebert verheiratet und erwarb aus dem Erbe ihrer Mutter 1822 ein Bürgerhaus in Schwarzenberg (heute: Markt 9), das beim Stadtbrand 1824 fast vollständig zerstört und danach in seiner heutigen Form wiederaufgebaut wurde.

## Wirken
Lindner verfasste zwei heimatkundliche Werke, von denen insbesondere seine Schilderungen des Gebietes zwischen Zwickau und Annaberg in den Wanderungen durch die interessantesten Gegenden des Sächsischen Obererzgebirges 1844–1846 nachhaltige Wirkung in der erzgebirgischen Heimatgeschichte zeigen. Er regte 1818 die Errichtung eines Monuments am Fürstenbrunn bei Waschleithe an, das an die Befreiung des Prinzen Albrecht aus den Händen des Prinzenräubers Kunz von Kauffungen im Jahre 1455 erinnert, und war einer der maßgeblichen Unterstützer dieses Vorhabens.

## Werke
- Die Holzordnung Churfürst Augusts Vom Jahre 1560 und Die Gegenwart. Zugleich Ein Wichtiger Gegenstand Der Berathung Für Die Nächsten Sitzungen in Beiden Kammern, Verlag Laurentius, Zwickau 1839
- Wanderungen durch die interessantesten Gegenden des Sächsischen Obererzgebirges. Ein Beitrag zur specielleren Kenntniß desselben, seines Volkslebens, der Gewerbsarten, Sitten- und Gebräuche. Mit 12 Lithographien, Verlag Rudolph und Dieterici, Annaberg 1848 Digitalisat von Band 1 in der Staats- und Universitätsbibliothek Dresden, Digitalisat von Band 2 in der Staats- und Universitätsbibliothek Dresden, Digitalisat von Band 3 in der Staats- und Universitätsbibliothek Dresden,  Digitalisat bei einem kommerziellen Anbieter